# Matt Stajan
Matt Stajan, kanadski hokejist slovenskega rodu, * 19. december 1983, Mississauga, Ontario, Kanada.
Stajan je večino svoje kariere preigral v severnoameriških ligah, v ligi NHL je bil od sezone 2002/2003 član kluba Toronto Maple Leafs, v sezoni 2009/10 pa je prestopil v klub Calgary Flames. 

## Pregled kariere
Odebeljeno - reprezentančni nastopi, glej tudi Statistika pri hokeju na ledu.
| Moštvo                 | Liga | Sezona |    | Redni del | Redni del | Redni del | Redni del | Redni del | Redni del |   | Končnica | Končnica | Končnica | Končnica | Končnica | Končnica |
| ---------------------- | ---- | ------ | -- | --------- | --------- | --------- | --------- | --------- | --------- | - | -------- | -------- | -------- | -------- | -------- | -------- |
| Moštvo                 | Liga | Sezona | OT | G         | P         | T         | +/-       | KM        | OT        | G | P        | T        | +/-      | KM       |          |          |
| Belleville Bulls       | OHL  | 00/01  |    | 57        | 9         | 18        | 27        |           | 27        |   | 7        | 1        | 6        | 7        |          | 5        |
| Belleville Bulls       | OHL  | 01/02  |    | 68        | 33        | 52        | 85        |           | 50        |   | 11       | 3        | 8        | 11       |          | 14       |
| Belleville Bulls       | OHL  | 02/03  |    | 57        | 34        | 60        | 94        |           | 75        |   | 7        | 5        | 8        | 13       |          | 16       |
| St. John's Maple Leafs | AHL  | 02/03  |    | 1         | 0         | 1         | 1         |           | 0         |   |          |          |          |          |          |          |
| Toronto Maple Leafs    | NHL  | 02/03  |    | 1         | 1         | 0         | 1         | +1        | 0         |   |          |          |          |          |          |          |
| Toronto Maple Leafs    | NHL  | 03/04  |    | 69        | 14        | 13        | 27        | +7        | 22        |   | 3        | 0        | 0        | 0        |          | 2        |
| St. John's Maple Leafs | AHL  | 04/05  |    | 80        | 23        | 43        | 66        |           | 43        |   | 5        | 2        | 2        | 4        |          | 6        |
| Toronto Maple Leafs    | NHL  | 05/06  |    | 80        | 15        | 12        | 27        | +5        | 50        |   |          |          |          |          |          |          |
| Toronto Maple Leafs    | NHL  | 06/07  |    | 82        | 10        | 29        | 39        | +5        | 44        |   |          |          |          |          |          |          |
| Toronto Maple Leafs    | NHL  | 07/08  |    | 82        | 16        | 17        | 33        | -11       | 47        |   |          |          |          |          |          |          |
| Toronto Maple Leafs    | NHL  | 08/09  |    | 76        | 15        | 40        | 55        |           | 54        |   |          |          |          |          |          |          |
| Toronto Maple Leafs    | NHL  | 09/10  |    | 55        | 16        | 25        | 41        |           | 30        |   |          |          |          |          |          |          |
| Calgary Flames         | NHL  | 09/10  |    | 27        | 3         | 13        | 16        |           | 2         |   |          |          |          |          |          |          |
| Skupaj                 |      |        |    | 735       | 189       | 333       | 512       | +7        | 424       |   | 43       | 11       | 24       | 35       |          | 32       |